# Росарио-де-Лерма (департамент)
Департамент Росарио-де-Лерма  (исп. Departamento de R-o de Lerma) — департамент в Аргентине в составе провинции Сальта .
Территория — 5110 км². Население — 33,7 тыс.человек. Плотность населения — 6,6 чел./км².
Административный центр — Росарио-де-Лерма.

## География
Департамент расположен на севере провинции Сальта.
Департамент граничит:
- на северо-востоке — с провинцией Жужуй
- на востоке — с департаментами Сальта и Ла-Кальдера
- на юго-востоке — с департаментом Серрильос
- на юге — с департаментом Чикоана
- на юго-западе — с департаментом Качи
- на западе — с департаментом Ла-Пома

## Административное деление
Департамент включает 2 муниципалитета:
- Росарио-де-Лерма
- Кампо-Кихано

## Важнейшие населенные пункты[3]
| № | Населённый пункт     | Населённый пункт (исп.) | Категория | Население чел. (2010) | На карте                        |
| - | -------------------- | ----------------------- | --------- | --------------------- | ------------------------------- |
| 1 | Росарио-де-Лерма     | Rosario de Lerma        | город     | 20795                 | 24°58′55″ ю. ш. 65°34′41″ з. д. |
| 2 | Кампо-Кихано         | Campo Quijano           | город     | 8929                  | 24°54′32″ ю. ш. 65°38′28″ з. д. |
| 3 | Ла-Сильета           | La Silleta              | город     | 1402                  | 24°52′55″ ю. ш. 65°35′27″ з. д. |
| 4 | Ла-Мерсед-дель-Энкон | La Merced del Encón     | город     | 1031                  | 24°52′22″ ю. ш. 65°33′40″ з. д. |